# Венские мирные переговоры по Сирии
Венские мирные переговоры по Сирии — переговоры, начатые в октябре 2015 года в Вене и проходившие между представителями иностранных держав с целью добиться мирного урегулирования продолжительного гражданского конфликта в Сирии. Первая часть межсирийских переговоров стартовала в октябре на уровне министров иностранных дел стран, входящих в Международную группу поддержки Сирии (далее — МГПС). Эти переговоры стали очередной попыткой разрешить вооружённый конфликт в Сирии после того, как предыдущий переговорный процесс с 2011 по 2014 годы завершился неудачей.

## Участники
В числе участников были представители 20 государств и международных организаций. В Вене были представлены Россия, Китай, Египет, Франция, Германия, Иран, Ирак, Италия, Иордания, Катар, Оман, Ливан, Саудовская Аравия, Турция, США, ОАЭ, Лига арабских государств, Соединённое королевство, ООН, ЕС. Сопредседателями МГПС стали Россия и США.

## Операция российских ВКС в Сирии. Подготовка переговоров
Поводом для инициирования нового переговорного процесса стала военная операция российских ВКС в Сирии, начатая 30 сентября 2015 года против террористических подразделений ДАИШ и других радикальных исламистских формирований, выступающих против законно избранного правительства САР. Российская военная кампания, склонившая чашу весов в пользу президента Башара Асада, началась по просьбе легитимного правительства Сирии в соответствии с уставом ООН. Таким образом, намерение оппозиции, поддерживаемой Саудовской Аравией, США и странами ЕС, отстранить Башара Асада от власти, оказалось под угрозой. В итоге 23 октября 2015 года глава МИД России Сергей Лавров, госсекретарь США Джон Керри, а также министр иностранных дел Саудовской Аравии Адель аль-Джубейр и глава внешнеполитического ведомства Турции Феридун Синирлиоглу провели встречу в Вене с целью подготовить международные переговоры для достижения мира в ближневосточном регионе. Первоначально между главами МИД стран-коммуникантов была достигнута договорённость о привлечении к межсирийским переговорам представителей всех политических и военных сил, принимающих участие в гражданском противостоянии. Также было принято решение организовать встречу 30 октября в более широком формате. По окончании первой венской встречи министр Лавров выразил надежду, что представители Ирана и Египта также будут привлечены к переговорам.

## Вопрос о судьбе Асада
Одним из камней преткновения на октябрьских переговорах стало диаметрально противоположное видение судьбы Асада: Керри и аль-Джубейр утверждали, что президент Сирии должен покинуть свой пост и отстраниться от участия в активных политических процессах, в то время как Россия и Иран выступали за сохранения Асада в качестве сирийского лидера. 29 октября главы МИД России, США, Турции и Саудовской Аравии снова встретились в Вене, чтобы окончательно подготовить масштабные межсирийские переговоры, которые начались 30 октября. Дискриминирующим можно считать факт неприглашения на встречи в Вене представителей официального Дамаска.

## Привлечение Ирана к переговорам
В итоге в переговорах в Вене приняли участие разные страны, в том числе постоянные члены Совбеза ООН, а также Ирак, Иран и Саудовская Аравия. В Вене Сергей Лавров и Джон Керри провели ряд встреч с австрийским коллегой Себастьяном Курцем, с эмиссаром ООН по Сирии Стаффаном де Мистурой, главой иранской дипломатии Мухаммадом Явадом Зарифом, главой турецкого МИД Феридуном Синирлиоглу. Участники встречи по Сирии согласовали коммюнике из девяти пунктов. При этом Явад Зариф провёл ряд двусторонних встреч с главой дипломатии ЕС Федерикой Могерини. Одним из дипломатических достижений этой встречи стало то, что впервые в истории Иран получил возможность участвовать в переговорах по урегулированию сирийского конфликта. Впрочем, стремление России привлечь Иран к переговорному процессу первоначально вызвало сопротивление США и Саудовской Аравии. Общее число стран-участников венской встречи 30 октября: Россия, США, Великобритания, Саудовская Аравия, Турция, Франция, Китай, Германия, Италия, Египет, ОАЭ, Катар, Иордания.

## Цели и предварительные результаты встречи
Целью встречи было выработать максимально компромиссный сценарий мирного урегулирования и добиться прекращения огня между воюющими сторонами. В конце концов участники переговоров по Сирии констатировали необходимость сохранения единой Сирии и её государственных институтов, уничтожить «Исламское государство» и поддержать сирийских беженцев. Согласно коммюнике, участники встречи решили, что «крайне важно сохранение единства, независимости, территориальной целостности и светскости Сирии». Третий пункт документа гласит, что права сирийцев не должны нарушаться вне зависимости от этнической или религиозной принадлежности. В четвёртом пункте оговаривалась необходимость активизации дипломатических усилий для того, чтобы прекратить войну между Дамаском и оппозицией. Важным пунктом являлась договорённость о том, что доступ к гуманитарной помощи должен быть обеспечен на всей территории Сирии, а участники встречи усилят помощь перемещенным лицам, беженцам и странам, которые принимают беженцев.
В то же время участники встречи не смогли прийти к единому мнению по поводу будущего законного президента страны Башара Асада. Глава МИД Германии Франк-Вальтер Штайнмайер, в частности, заявил, что стороны на переговорах в Вене не договорились о дальнейшей судьбе Асада. Лавров отметил, что позиция России остаётся прежней: судьбу Асада должен решать сирийский народ.
По окончании встречи в октябре было анонсировано, что спустя две недели стороны вновь сядут за стол переговоров.
Вскоре после окончания октябрьских переговоров официальные представители Ирана и Саудовской Аравии обменялись острыми выпадами в споре относительно степени дальнейшего участия Тегерана в переговорном процессе по Сирии.

## Переговоры 14 ноября 2015 года
14 ноября состоялся новый раунд переговоров по сирийской проблеме. Москва выразила готовность участвовать в согласовании списка представителей различных групп сирийской оппозиции, при этом Россия заранее ознакомила США со своей точкой зрения, выслав американским представителям список «умеренных» оппозиционных групп и список террористов. Также Эр-Рияд составил свой список оппозиционеров, которых можно было бы привлечь к переговорному процессу. При этом позицию России накануне ноябрьского раунда венских переговоров выразил замминистра иностранных дел Михаил Леонидович Богданов: «Выборы должны состояться на основе каких-то общих договоренностей, включая, может быть, новый закон о выборах, поправок в конституцию. На базе новых законодательных документов и конституции должны проводиться выборы — парламентские и президентские».

## Новый план мирного урегулирования
В итоге 14 ноября 2015 года совместными усилиями был выработан новый план мирного урегулирования по Сирии, который включал:
- Обеспечение процесса мирного политического перехода под руководством Сирии на основе коммюнике, изданного по итогам Второй Женевской конференции января-февраля 2014 года.
- Соглашение по стремлению к режиму прекращения огня между противоборствующими сторонами и достижению общенационального перемирия, как только правительственные силы и силы мятежной оппозиции начнут сближаться на основе стремления к политическому переходу под эгидой ООН на основе женевского коммюнике.
- Соглашение о начале первого этапа внутрисирийских переговоров 1 января 2016 года.
- Назначение итальянского дипломата, специального представителя ООН по Сирии Стаффана де Мистура координатором переговорных групп в будущем и наделение его полномочиями по принятию решения о том, кто из оппозиционных сил сможет быть представлен на последующих переговорах по Сирии.
- Положение о том, что ИГИЛ и «Фронт ан-Нусра» и другие террористические группы, признанные таковыми Совбезом ООН, должны быть устранены.
- Предоставление Иордании права способствовать достижению общего понимания между группами разведки и представителями военных сообществ и организаций по поводу причастности отдельных групп или личностей к террористической деятельности с целью обеспечения начала политического процесса под эгидой ООН.

## Спор по поводу участия Башара Асада
Россия и США, тем не менее, не смогли прийти к общему знаменателю относительно дальнейшего политического будущего Башара Асада, а также относительно степени его участия в процессе политического перехода, однако министр Сергей Лавров и госсекретарь Джон Керри старались не акцентировать внимание на этих расхождениях. В итоге Керри также предположил, что судьбу Асада смогут решить сами сирийцы: «Мы не прибыли сюда с целью навязать нашу коллективную волю сирийскому народу». С другой стороны, Керри подчеркнул, что война «не может закончиться, пока Башар Асад находится на своём посту». В свою очередь, Лавров отметил, что «дело не в Асаде, а нашим общим врагом является ИГИЛ».